# Episodi de La fantastica signora Maisel (quinta stagione)
La quinta e ultima stagione della serie televisiva La fantastica signora Maisel (The Marvelous Mrs. Maisel), composta da 9 episodi, viene pubblicata negli Stati Uniti e in Italia su Prime Video a partire dal 14 aprile 2023, i primi tre episodi il primo giorno, a seguire gli altri, con cadenza settimanale.
| n° | Titolo originale                      | Titolo italiano                              | Pubblicazione  |
| -- | ------------------------------------- | -------------------------------------------- | -------------- |
| 1  | Go Forward                            | Vai avanti                                   | 14 aprile 2023 |
| 2  | It's a Man, Man, Man, Man World       | È un mondo di uomini, uomini, uomini, uomini | 14 aprile 2023 |
| 3  | Typos and Torsos                      | Refusi e busti                               | 14 aprile 2023 |
| 4  | Susan                                 | Susan                                        | 21 aprile 2023 |
| 5  | The Pirate Queen                      | La regina pirata                             | 28 aprile 2023 |
| 6  | The Testi-Roastial                    | Cena di gala                                 | 5 maggio 2023  |
| 7  | A House Full of Extremely Lame Horses | Una casa piena di cavalli estremamente zoppi | 12 maggio 2023 |
| 8  | The Princess and the Plea             | La principessa e la supplica                 | 19 maggio 2023 |
| 9  | Four Minutes                          | Quattro minuti                               | 26 maggio 2023 |

## Vai avanti
- Titolo originale: Go Forward
- Diretto da: Amy Sherman-Palladino
- Scritto da: Amy Sherman-Palladino

### Trama
- Guest star:
- Altri interpreti:

## È un mondo di uomini, uomini, uomini, uomini
- Titolo originale: It's a Man, Man, Man, Man World
- Diretto da: Daniel Palladino
- Scritto da: Amy Sherman-Palladino e Daniel Palladino

### Trama
- Guest star:
- Altri interpreti:

## Refusi e busti
- Titolo originale: Typos and Torsos
- Diretto da: Daisy von Scherler Mayer
- Scritto da: Amy Sherman-Palladino e Daniel Palladino

### Trama
- Guest star:
- Altri interpreti:

## Susan
- Titolo originale: Susan
- Diretto da: Amy Sherman-Palladino
- Scritto da: Amy Sherman-Palladino

### Trama
- Guest star:
- Altri interpreti:

## La regina pirata
- Titolo originale: The Pirate Queen
- Diretto da: Scott Ellis
- Scritto da: Isaac Oliver e Amy Sherman-Palladino

### Trama
- Guest star:
- Altri interpreti:

## Cena di gala
- Titolo originale: The Testi-Roastial
- Diretto da: Daniel Palladino
- Scritto da: Daniel Palladino e Amy Sherman-Palladino

### Trama
- Guest star:
- Altri interpreti:

## Una casa piena di cavalli estremamente zoppi
- Titolo originale: A House Full of Extremely Lame Horses
- Diretto da: Amy Sherman-Palladino
- Scritto da: Amy Sherman-Palladino

### Trama
- Guest star:
- Altri interpreti:

## La principessa e la supplica
- Titolo originale: The Princess and the Plea
- Diretto da: Daniel Palladino
- Scritto da: Daniel Palladino e Amy Sherman-Palladino

### Trama
- Guest star:
- Altri interpreti:

## Quattro minuti
- Titolo originale: Four Minutes
- Diretto da: Amy Sherman-Palladino
- Scritto da: Amy Sherman-Palladino

### Trama
- Guest star:
- Altri interpreti: